# Gombasecká jeskyně
Veřejnosti přístupná Gombasecká jeskyně je krápníková jeskyně v Slovenském krasu. Sloužila také jako sanatorium pro léčení nemocí dýchacích cest.
Nachází se ve středu národního parku Slovenský kras na západním úpatí Silické planiny, v údolí řeky Slaná, asi 15 km jižně od Rožňavy. Její vchod leží v nadmořské výšce 250 metrů. Jeskyni objevili dobrovolní jeskyňáři z Rožňavy 21. listopadu roku 1951 prokopáním Černé vyvěračky. Z celkové délky jeskyně (1525 m), je od roku 1955 pro veřejnost zpřístupněných 300 m.
Jeskynní chodby leží v dvou horizontálních úrovních, s relativním převýšením 10 m. Mají přibližně horizontální průběh a vznikly erozivní a korozivní činností podzemního Černého potoka v tektonických puklinách čistých vápenců středního triasu. Černý potok, který sbírá vodu ze Silické planiny, přitéká podzemím od Silické lednice a do jeskyně se dostává sifónovými prostorami. Z toho vyplývá, že jde o jeden genetický silicko-gombasecký jeskynní systém.
Vývojově patří Gombasecká jeskyně mezi nejmladší slovenské jeskyně. Má však impozantní výzdobu, která se skládá z různě zformovaného sintru, zbarveného bohatou škálou barev od bílé přes žlutou až po okrovou. Evropskou zvláštností jsou bílá sintrová brčka, jen 2–3 mm silná a až 3 m dlouhá, která ostře kontrastují s červenohnědými povlaky na stěnách.
Gombasecká jeskyně bývá často označována za pohádkovou. Příroda dala krápníkům různé bizarní tvary a podoby, které jsou navíc zvýrazněné pestrou barevností a svěžestí, protože jejich tvorba neustále pokračuje. Mezi nejkrásnější prostory patří Mramorová síň s 8 m hlubokou studní, Síň míru (síň L. Herényiho), Síň moudrosti (síň Viliama Rozložníka), Brčková síň a další.
Jeskyně má mimořádně příznivé mikroklimatické poměry: stálou teplotu okolo 9 °C, relativní vlhkost 98 %, čistý vzduch a pro člověka příznivé složení aerosolu. Tyto faktory jsou důležité při léčení některých nemocí horních cest dýchacích. Dosažené výsledky pokusné léčby v Mramorové síni v hloubce 80 m byly úspěšné.

## Chráněné území
Gombasecká jeskyně je národní přírodní památka ve správě příspěvkové organizace Správa slovenských jeskyní. Nachází se v katastrálním území obcí Slavec, Plešivec, Silická Brezová a Silica v okrese Rožňava v Košickém kraji. Území bylo vyhlášeno či novelizováno v roce 1972 a 2004. Ochranné pásmo nebylo stanoveno.